# 컬버시티역
컬버시티역 (Culver City Station, 구 컬버 정션 및 아이비)은 로스앤젤레스 군 광역철도의 전철역 중 하나이다. 컬버시티의 북동쪽 가장자리에 위치하고 있다. 1800년대 이래로 철도역이었던 이 역은 현재 엑스포선이 운행되고 있다. 엑스포선 2차 구간이 다운타운 샌타모니카 역 행으로 더 연장할 때까지 2012년 6월부터 2016년 5월 동안 엑스포선의 종착역이었다.

## 열차 운행 정보
엑스포 선 운행 시간은 매일 약 오전 4시부터 12시 30분까지이다. 정기 운행은 2012년 6월 20일에 재개되었다.

## 역 구조
| 승강장 | 엑스포선                        | ← 팜스 역 Palms Station ← 다운타운 샌타모니카 역 행 (종착점행)                                 |
| 승강장 | 섬식 승강장, 왼쪽 출입문이 열림 |                                                                                                |
| 승강장 | 엑스포선                        | → 라시에네가/제퍼슨 역 La Cienega / Jefferson Station → 7th 스트리트/메트로센터 역 행 (기점행) |

이 역은 컬버 시티에 있으며, 서쪽의 베니스 대로(Venice Boulevard)와 로버트슨 대로(Robertson Boulevard)의 교차로와 동쪽의 워싱턴 대로(Washington Boulevard)와 내셔널 대로(National Boulevard)의 교차로 사이에 엑스포지션 대로(Exposition Boulevard)와 함께 전용 열차가 운행된다.

## 역세권
주요 소매, 엔터테인먼트 및 예술 지구인 컬버 시티의 북동쪽 가장자리에 위치한 이 역은 또한 아래 주요 관광 명소에서 도보 거리 내에 있다.
- 헤이든 트렉
- 쥐라기 테크놀러지 박물관
- 커크 더글러스 극장
- 아이비 변전소 (이전의 역 전력 건물)

## 역사

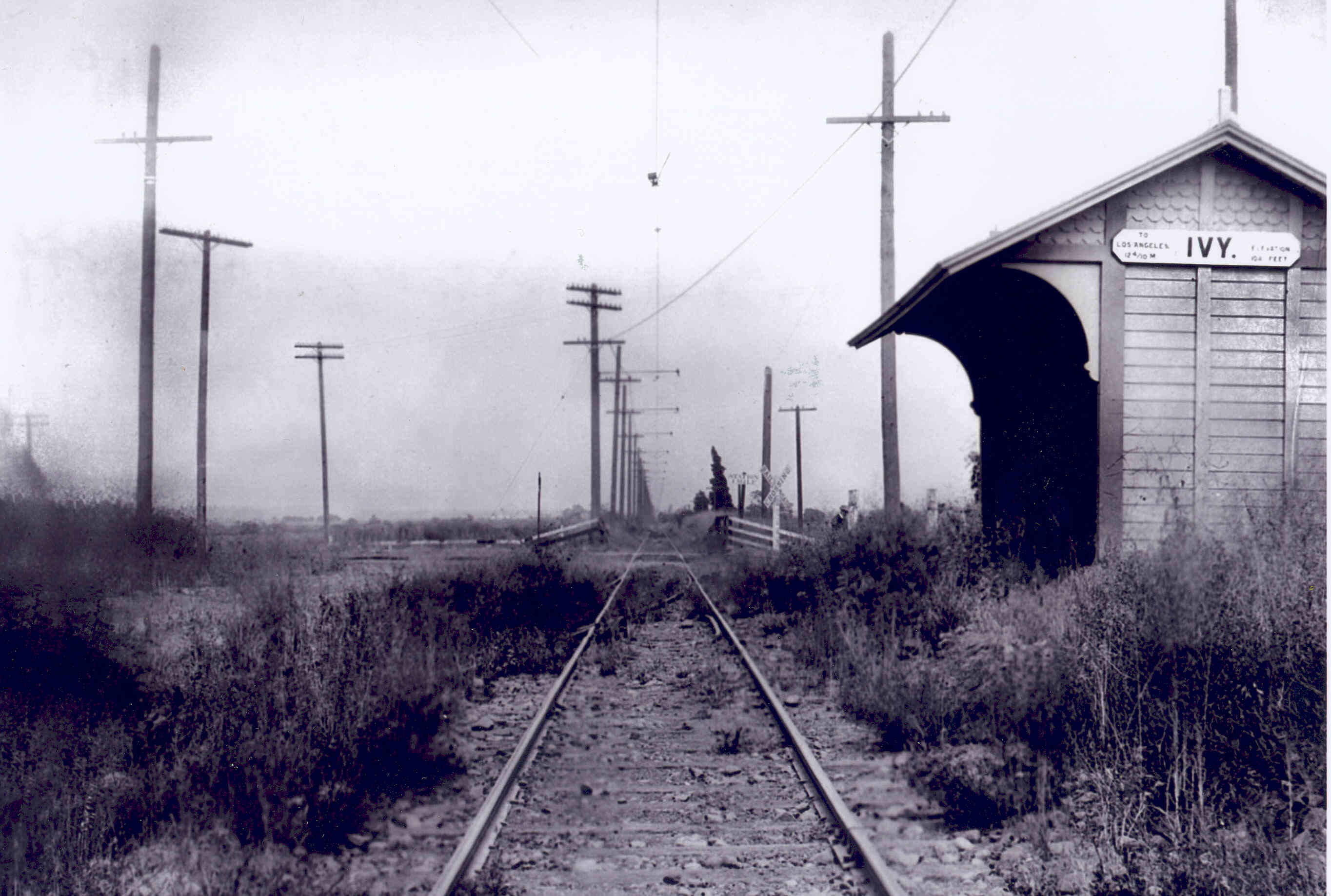
1905년 역 위치에서 동쪽으로 바라본 모습

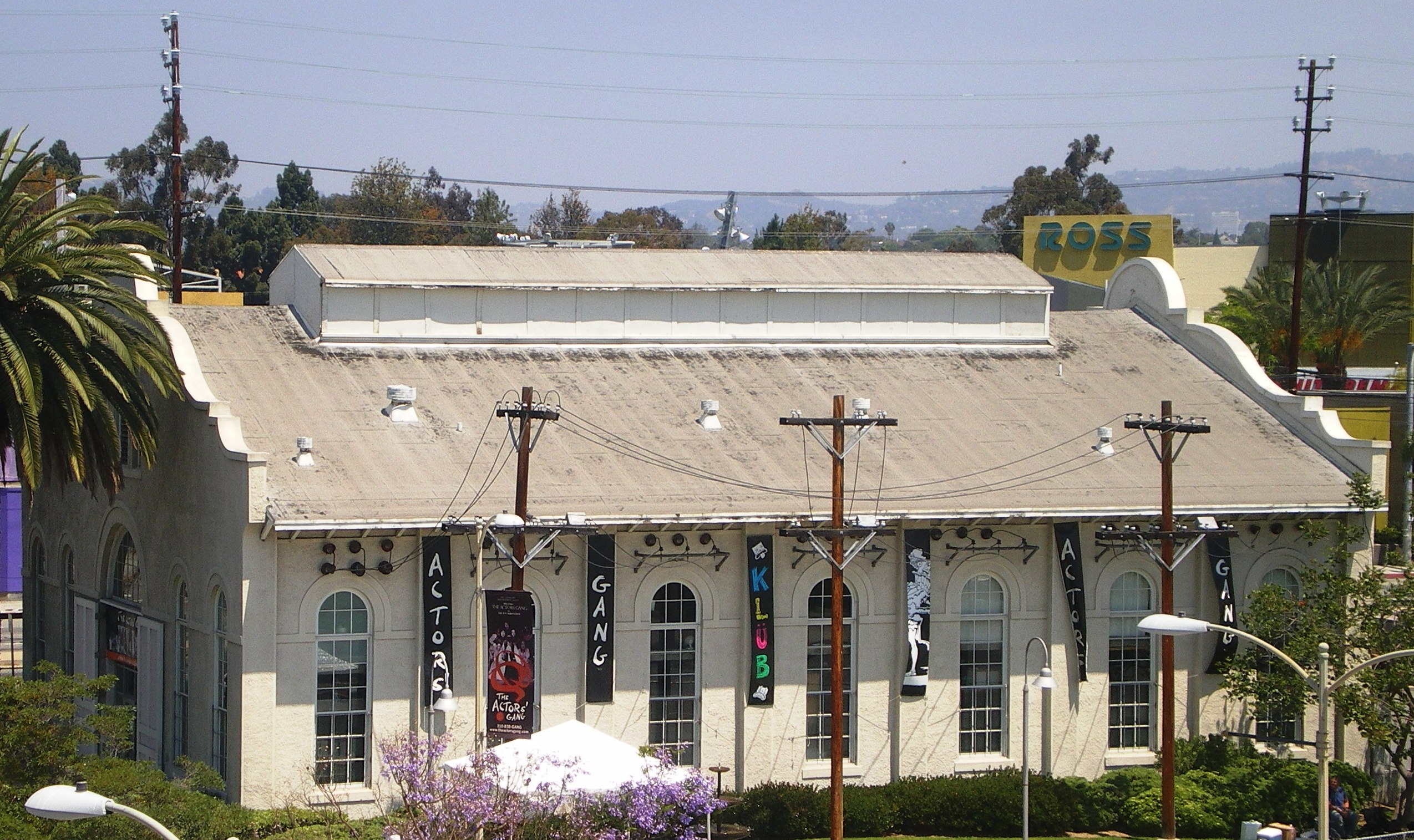
아이비 변전소, 승강장 북쪽에 현재에도 서있는 역 전력 건물.

본래 아이비(Ivy) 역이란 이름의 로스앤젤레스 & 인디펜던트 철도 증기 열차 역이었으며, 이후 1900년대 초에 퍼시픽 일렉트릭에서 컬버 정션(Culver Junction)으로 이름을 바꾸었으며 베니스쇼트 선(Venice Short Line)과 베니스 대로를 따라 사우스베이로 이어지는 교차지점이 추가되었다.
베니스 선은 1950년 9월에 폐쇄되어 더 이상 교차점이 아니며, 1953년 9월 30일에 여핵 운영이 종료되었다. "컬버 정션(Culver Junction)"이라는 이름은 현재까지 주변 지역을 가리키는 지도에 남아 있다. 2012년 6월에 운행이 재개됨에 따라 이 역의 이름을 컬버 시티(Culver CIty)로 변경하였다.
1953년까지 직류 전류를 공급하기 위해 사용되는 기계식 회전 변류기를 수용하는 전철용 변전소 건물인 아이비 변전소(Ivy Substation)는 여전히 이 역 근처에 서 있으며 인기 배우의 강당으로 개조되었다.(현재 열차 전력 공급은 고가 승강장 아래의 훨씬 작은 건물에서 제공된다.)